# Большой Ставропольский канал
Большой Ставропольский канал — ирригационный канал, используется для водоснабжения центральной, северо-восточной и восточной частей Ставропольского края России. Канал использует воду рек Кубань, Терек и Кума, которые протекают южнее и в основном собирают воду с северных склонов Кавказа.

## История
Реки Ставропольского края Кубань, Терек, Кума с её притоками в основном обеспечивают южную и юго-западную части территории. Основная же (центральная, северо-восточная и восточная) остаются практически безводными. Две трети сельскохозяйственных угодий края находятся в зоне рискованного земледелия, где альтернативы созданию оросительно-обводнительной системы нет. Решение о создании самой грандиозной в Европейской части СССР обводнительно-оросительной системы, питающей реку Калаус водами Кубани было принято правительством за два дня до нападения на Советский Союз нацистской Германии. Война задержала его осуществление на шестнадцать лет.
В 1957 году гидростроители приступили к созданию Кубань-Калаусской обводнительно-оросительной системы, названной Большим Ставропольским каналом (БСК). Её задача — завершить обводнение засушливого Центрального Предкавказья. Канал начинается у города Усть-Джегута на реке Кубань, оканчивается у Чограйского водохранилища на реке Восточный Маныч. Протяжённость Большого Ставропольского канала - 480 км.
Этапы сдачи в строй
Всего в строительстве канала насчитывалось 4 очереди:
- I очередь (28 марта 1957—1967)
- II очередь (1969—1975)
- III очередь (1974—1979)
- IV очередь (1986—1992; возобновлена в 1999—2008)
- V, VI очередь (проект)

### I очередь
Начинает свою историю с 28 марта 1957 года, когда у южной окраины станицы Усть-Джегутинской был вынут первый ковш грунта. Вскоре мощная плотина перегородила Кубань, образовав Усть-Джегутинское водохранилище. Его объём — 36,4 миллионов кубометров воды, площадь — 2,67 км². Откачка воды из водохранилища длится с конца сентября до мая. В летний период по Большому Ставропольскому каналу подается до 180 кубометров воды в секунду. Порядка 115 из них идет транзитом на орошение и обводнение засушливых земель, затем через каскад гидроэлектростанций возвращается в реку Кубань, 60-70 кубометров сбрасывается в водохранилище, которое при таком режиме наполняется до нормального подпорного уровня.
На расстоянии 47 километров от истока Большого Ставропольского канала сооружено водохранилище Кубанское (Большое) со следующими характеристиками: полезный объём — 475 миллионов кубометров воды, протяжённость плотины 7 километров, площадь зеркала составляет 50 квадратных километров. Береговая линия по периметру — 34,5 километра.
Характеристики
- Пропускная способность — 180 кубометров воды в секунду.
- Площадь орошения 718 тысяч гектаров (около 9 процентов территории края).
- На 36 тысячах гектаров орошаемых земель увеличение урожая в 3 раза.

Основные объекты
- Распределитель «Широкий».
- Водохранилище Большое.
- Куршавские ГЭС.
- Барсучковские ГЭС.
- Распределительный шлюз у горы Брык для сброса воды в реку Калаус.

### II очередь
Начала строиться во время девятой пятилетки (1971—1975), это один из самых сложных участков, так как на нём пришлось построить три подземных тоннеля.
Характеристики
- Протяжённость — 67 километров.
- Пропускная способность — 65 кубометров воды в секунду.
- Площадь обводнения — 275 тысяч гектаров.
- Площадь орошения — 24 тысячи гектаров.

Основные объекты
- вторая очередь Калаусского гидроузла.
- Тоннель № 1.
- Тоннель № 2 (Крымгиреевский).
- Тоннель № 3 (Саблинский).
- распределитель «Чернолесский»
- Распределитель «Александровский».
- Распределитель «Саблинский».

### III очередь
Введена в действие в 1979 году.
На III очередь БСК располагается гидротехнический тоннель и три металлических дюкера. Канал проходит по территории Александровского района. Из магистрального канала забирают воду межхозяйственные распределительные каналы Журавский, Грушевский и Октябрьский, подающие воду Александровскому, Новоселицкому, Благодарненскому и Будённовскому районам.
Характеристики
- Протяжённость 42,5 км
- Расход воды 55 м³/сек.
- Площадь орошения — 15,5 тыс. гектаров.

Основные объекты
- Саблинское водохранилище — работы законсервированы на стадии подготовки строительной площадки.
- Распределитель «Октябрьский»

### IV очередь
Строительство 4-го участка БСК осуществляется с 1984 года. Магистральный канал БСК-IV является продолжением 3-го участка (БСК-III), который заканчивается на 262,9 км, считая от головного сооружения. Стоимость работ 363,5 млн рублей (в ценах 1991 года).
Протяжённость магистрального канала БСК-IV составляет 58 км, протяжённость групповых водопроводов — 148 км, площадь орошения 4-го участка 20,86 тыс. га, в том числе повышает водообеспеченность существующих орошаемых земель площадью 15,2 тыс. га, расход воды — 50 м³ в секунду. Магистральный канал имеет трапециевидное сечение с шириной по дну 3,5 м, заложением откосов 1:3 и строительной глубиной 4 м. Днище и откосы канала покрываются противофильтрационной облицовкой, состоящей из суглинистого выравнивающего слоя толщиной 1 м, полиэтиленовой плёнки, защищённой монолитным или сборным железобетоном. Средства, затраченные на строительство, должны окупиться по проекту за 11 лет.
В настоящее время ведутся работы по строительству Грушевского водохранилища (ёмкостью 60 млн м³) для внутрисистемного регулирования стока, водоснабжения Благодарненского района, а также канала от 38 км до 57,2 км и до сброса в Камбулат включительно. Проектом предусмотрено построить 14 ливнепропускных труб, 8 акведуков для пропуска ливневого стока, 9 мостов, в том числе 1 железнодорожный, 3 перегораживающих сооружения, 4 водозаборных шлюза, Елизаветинский распределитель, 2 аварийных сброса в реку Калаус и в балку Камбулат.
Пуск воды
15 сентября 2006 года министр сельского хозяйства Алексей Гордеев принял участие в торжественном пуске воды по IV очереди Большого Ставропольского канала в селе Рогатая Балка Петровского района.
Характеристики
Протяжённость — 57 км.
Основные объекты
- Сброс в балку Камбулат в поселке Горном.БСК-IV. Сброс в балку Камбулат в поселке Горном
- Ореховский дюкер.
- Просянский сброс.

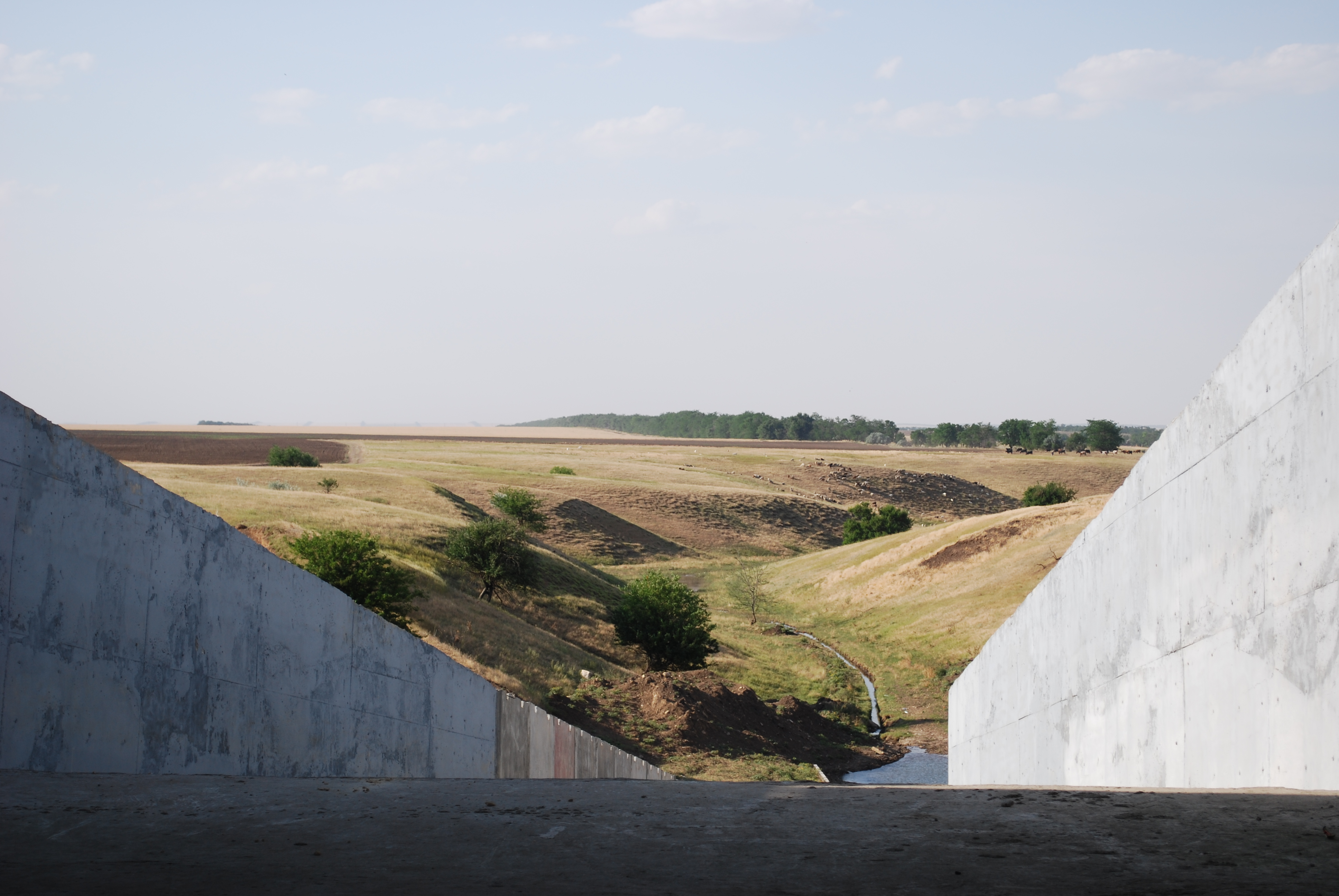
БСК-IV. Сброс в балку Камбулат в поселке Горном

- Грушевское водохранилище построено только на 10-15 % объёма воды от полезной ёмкости.

Перспективы
Строительство магистрального канала БСК-IV и реализация проектных решений по обводнению балки Камбулат и реки Айгурка позволит повысить водообеспеченность Александровского, Грачевского Петровского, Ипатовского, Апанасенковского, Туркменского, Арзгирского и Благодарненского районов, ввести дополнительные орошаемые площади, подать воду в засушливые районы восточной зоны Ставропольского края и создать благоприятные условия для реки Восточный Маныч.

### V, VI очередь
В связи с долгим разрывом в строительстве очереди БСК-IV, а также отсутствием финансирования уже построенных сооружений, отсутствуют перспективы в строительстве V очереди БСК, предусмотренной ранее. Однако 15 сентября 2006 года при торжественном пуске воды по БСК-IV министром сельского хозяйства было заявлено о возможности финансирования правительством строительства очереди БСК-V.

## Археологические открытия
Территория Предкавказья издавна населена людьми. На этой территории жила сарматская, скифская культура, от которых осталось очень много археологических памятников. Территория, на которой строился канал, тоже не была исключением, для поиска и извлечения памятников этих культур в 50 года была срочно составлена археологическая экспедиция. В последующем было произведено большое количество раскопок курганов на территории Ставропольского края. Для проведения раскопок активно привлекались студенты Ставропольского Государственного Университета.